# Mireya Elisa Moscoso
Mireya Elisa Moscoso, född 1 juli 1946, var Panamas president från 1999 till 2004 och var den första kvinna på posten.
Hon är änka efter Arnulfo Arias som var Panamas president vid tre tillfällen mellan 1940 och 1968.

## Biografi
Moscoso föddes i en fattig på landet och arbetade som sekreterare när hon mötte Arnulfo Arias i början av 1960-talet. Hon började arbeta i hans kampanjstab och flyttade med honom till Miami i Florida när han avsattes 1968 där de gifte sig året efter. Hon övertog ledningen av Partido Panameñista efter makens död 1988 och återvände till Panama där hon hade flera mindre poster inom förvaltningen. 
Moscoso valdes till Panamas president 2 maj 1999 med 46 procent av rösterna och lämnade posten 2004 då författningen inte tillät återval.